# Massagris natalensis
Massagris natalensis är en spindelart som beskrevs av Wesolowska, Haddad 2009. Massagris natalensis ingår i släktet Massagris och familjen hoppspindlar. Inga underarter finns listade i Catalogue of Life.